# Assoziation (Psychologie)
Als Assoziation gilt die Annahme, dass Vorstellungen in Form einfacher kognitiver Elemente miteinander verknüpft (erlernt) werden. Die Verbindung geschieht unter bestimmten Bedingungen, wie Emotionen oder von Modifikationen einfacher Sinneseindrücke. Denkprozesse seien beispielsweise eine Folge dieser Verknüpfungen.(a)
Diese Annahme gilt in der  Psychologie, der Psychoanalyse und in der Lernpsychologie.

## Entwicklung der Lehren
Aristoteles teilte in seinem Werk Über das Gedächtnis und die Erinnerung gesetzmäßige Bedingungen mit, die das Auftreten von Assoziationen begünstigen bzw. hemmen. Sie wurden auch als Assoziationsgesetze bezeichnet. Danach hängt während des Lernens die Assoziationsstärke zweier Reize ab von ihrer
1. räumlichen und zeitlichen Nähe (Kontiguität),
2. Ähnlichkeit (Assimilation) und
3. Gegensätzlichkeit.

Aristoteles hielt auch Momente der Wiederholung, der Gefühle und der Aufmerksamkeit sowie bestimmter Formen und Gestalten der Objekte für die Bildung von Assoziationen bedeutsam.(a) (b)
Der Begriff der Assoziation dient zur Erklärung des Phänomens, dass zwei (oder mehr) ursprünglich isolierte psychische Inhalte (wie z. B. Wahrnehmungen, Gefühle oder Ideen), auch als „Assoziationsglieder“ bezeichnet, eine so enge Verbindung eingehen, dass das Aufrufen eines Assoziationsgliedes das Auftreten eines oder mehrerer weiterer Assoziationsglieder nach sich zieht oder zumindest begünstigt.
So werden zum Beispiel der Anblick einer Rose und der Duft einer Rose im Gedächtnis miteinander verbunden, da sie beim Lernen meist gemeinsam auftreten, während Zitronenduft vielleicht eher das Bild einer Spülmittelflasche aktiviert.
Die Leistungen des Gedächtnisses beruhen nach der herrschenden, seit dem Sensualismus im 17. Jahrhundert aufgekommenen Meinung auf eben solchen Assoziationsketten. Die Theorien des Aristoteles wurden erst damals wieder aufgenommen, da die Scholastik des MA dem empirischen Denken weniger aufgeschlossen war.(b) Damit wurde die Fähigkeit zur Assoziation als unabdingbare Voraussetzung des menschlichen Gedächtnisses angesehen. Bedeutsam ist dies auch in der Lernforschung.
Die Richtung der Psychologie, die alle seelischen Vorgänge mit Hilfe von Assoziation erklärt, wurde als Assoziationspsychologie benannt. Ihre Begründer waren die englischen Empiriker Thomas Hobbes (1588–1679), David Hume (1711–1776) u. a.(c) John Locke (1632–1704) wurde zwar immer wieder aufgrund eines nachträglich in seinen An Essay Concerning Humane Understanding eingefügten Kapitels als ein Begründer des Asozialismus betrachtet, wobei zugleich kritisiert wurde, er habe so wenig zu dieser Theorie beigetragen. Die neuere Forschung weist darauf hin, dass Locke zwar den Begriff Assoziation in der Kapitelüberschrift verwendet, aber inhaltlich ganz im Gegenteil versucht hat darzulegen, dass Assoziationen eine störende Ausnahmeerscheinungi der klaren Einteilung in passiv vom Verstand empfangene und aktiv entwickelte Ideen sei.
Der schottische Philosoph Thomas Brown (1778–1820), der unter anderen englischen men of letters psychiatrische Themen aufgriff und die Zeit des moral management erlebte, ergänzte im 19. Jahrhundert die drei von ihm als „primäre Assoziationsgesetze“ des Aristoteles benannten Sachverhalte mit seinen „sekundären Assoziationsgesetzen“.(c)  Nach diesen ist die Verbindungsstärke zweier Reize zusätzlich zu den aristotelischen Gesetzen abhängig von:
- der Dauer des ursprünglichen Eindrucks,
- der Häufigkeit ihres gemeinsamen Auftretens,
- ihrer jeweiligen Intensität und Lebhaftigkeit,
- der Häufigkeit ihrer Wiederholung bzw. der Zeitdauer, die seit dem letzten gemeinsamen Auftreten vergangen ist,
- den Lebensgewohnheiten und dem körperlichen Zustand des jeweils Betroffenen,
- der Anzahl mit dieser Verknüpfung konkurrierender Verknüpfungen.

## Neuere Konzepte
Assoziationslernen ist auch die Verknüpfung von Reizen. Am Beispiel des Pawlow-Hundes heißt dies: Ein normalerweise neutraler und unspezifischer Reiz (z. B. Klingeln einer Glocke = unkonditionierter Reiz [US]), der mit einer unspezifischen Reaktion (evtl. Kopfdrehen zur Klangquelle) verknüpft ist, löst nun eine spezifische andere Reaktion aus (Speichelfluss = konditionierte Reizantwort), die zuvor mit einem anderen Reiz (Anblick oder Geruch von Futter) verknüpft war (Reiz-Substitution). Der ursprünglich neutrale Reiz wird damit zu einem erfahrungsabhängigen Auslöser, dem sog. konditionalen Stimulus [CS].(d)
Das Assoziationslernen beinhaltet
1. Kognitive Verknüpfungen (z. B. Signal lernen)
2. Biologische Grundformen des Lernens (Habituation, Sensitivierung, Prägung)
3. Konditionierung

Assoziation wird auch im Rahmen der technischen Mustererkennung als eine Eigenschaft von neuronalen Netzen genannt.

## Kritik
Das Interesse, das der bedingte Reflex in der angelsächsischen und russischen Psychologie fand und das auch eines der hauptsächlichen Anliegen des Behaviorismus darstellte, geht nicht zuletzt darauf zurück, dass er eine experimentelle Bestätigung zu sein schien für den eher umfassenden Anspruch der Assoziationspsychologie, die alle psychischen Vorgänge betrifft. Dies trifft aber in diesem eher weitläufigen Umfang nicht zu. Messungen haben nämlich ergeben, dass die Dauer der Reflexantwort durch die Konditionierung verlängert wird. Dies deutet darauf hin, dass die durch den unkonditionierten Stimulus (US) ausgelöste Erregung über eine längere Nervenbahn bzw. über insgesamt längere Neuronenketten hinweg als Reflexbogen abläuft. Damit rückt der bedingte Reflex hinsichtlich seiner Ablaufzeit in die Nähe willkürlicher Reaktionen. Weitere Tierversuche scheinen bewiesen zu haben, dass bei der Konditionierung nicht die Großhirnrinde in Anspruch genommen wird, sondern dass vielmehr die Ausbildung bedingter Reflexe in subkortikalen Teilen des Gehirns abläuft. Damit könnte auch die allmähliche Auslöschung (Extinktion) bedingter Reflexe zu erklären sein, wenn konditionierte Stimuli (CS) nicht mehr regelmäßig angewendet und ausgeübt werden. Dies stellt eine gewisse Relativierung der experimentellen Ergebnisse als nur vorübergehende Phänomene dar. Die Funktionen des neuroanatomischen Substrats für die unbedingten Auslöser [US] können daher auch nicht umgangen und durch erlernte Signale [CS] ersetzt werden. Diese sind aus verständlichen Gründen vielmehr unverzichtbar, da auch die erlernte Reaktion (CR) ausgelöscht wird, wenn nur CS erfolgt und US (etwa die Fütterung des Pawlow'schen Hundes) ausbleibt.(e)
Die Ergebnisse Pawlows schienen den politischen Machthabern in Russland auch eine Bestätigung für die von ihnen propagierte ideologische Erziehung zu sein, siehe dazu auch die eher politischen Konsequenzen in → Aufwärts-Effekt.
Diese Faktoren sind es offenbar, weshalb sich die Psychoanalyse den Erkenntnissen der Assoziationspsychologie widersetzt hat. Sie hat das Verfahren der freien Assoziation entwickelt, in dem nicht der mit Absicht gelenkte Ablauf der Gedanken, Vorstellungen und Erinnerungen, sondern die eigenen Motive und Wünsche frei erkennbar werden, ohne ein von außen kommendes gezieltes Zutun.(d)
Hans Jürgen Eysenck (1916–1997) bahnte 1968 mit seinen Untersuchungen zur Dekonditionierung und Desensibilisierung der Verhaltenstherapie einen Weg als neues Therapieverfahren. So kann bei einem Alkoholiker eine Entkopplung der Verbindung des unspezifischen Reizes [US] im Sinne einer „Versuchungs- und Versagungssituation“ und der Reaktion „Trinken“ [CR] durch ein Medikament wie etwa Antabus erreicht werden, das kurz nach der Alkoholaufnahme zu Brechreiz führt. Diese Maßnahme kann jedoch nur zur unterstützenden Therapie neben anderen therapeutischen Strategien empfohlen werden, da sie kaum Einfluss auf die auslösenden eigenen Motive und eine evtl. aktive persönliche Änderung dieser auslösenden Situation haben kann.(e)
Auch die Gestaltpsychologie übte Kritik an der Assoziationslehre aus eher prinzipiellen Erwägungen, da sie einen ganzheitlichen Ansatz vertritt und Kombinationen elementarer psychischer Einheiten angezweifelt hat. Gestalten würden nicht aus Elementen gebildet, sie seien primär und unmittelbar gegeben.(f)
Eine ausführliche Übersicht über kritische Hinweise zur Assoziationslehre hat Ludwig J. Pongratz (1915–1995) gegeben. Es ist darüber hinaus auf die für die Elementenpsychologie geltende Kritik zu verweisen.